# Васалатій Віктор Сергійович
Ві́ктор Сергі́йович Васалатій — сержант Збройних сил України, головний сержант роти, 57-ма бригада.

## Нагороди
За особисту мужність і героїзм, виявлені у захисті державного суверенітету та територіальної цілісності України, вірність військовій присязі під час російсько-української війни, молодший сержант Віктор Васалатій відзначений — нагороджений
- 2 квітня 2022 року — орденом «За мужність» II ступеня.
- 27 червня 2015 року — орденом «За мужність» III ступеня.
- 7 серпня 2017 року/ Нагрудний знак 《Знак Пошани》